# Carl von Clausewitz
Carl Philipp Gottlieb von Clausewitz, né le 1er juillet 1780 à Burg, près de Magdebourg, et mort le 16 novembre 1831 à Breslau (de nos jours Wrocław, Pologne), est un officier général et théoricien militaire prussien.
Écrivain prolifique et stratège, il est l'auteur en particulier d'un traité majeur de stratégie militaire intitulé De la guerre, publié, post-mortem, par son épouse Marie von Brühl à partir de ses notes.

## Biographie
Carl von Clausewitz (de) est issu d'une famille d'origine silésienne issu de la noblesse (son père, Friedrich Gabriel Clausewitz est percepteur) qui revendique cependant des origines nobles[pas clair]. Son père a reçu une commission d'officier pendant la guerre de Sept Ans, mais est démis de ses fonctions à l'issue du conflit, en raison de son extraction modeste. Sur la base de l'œuvre de Clausewitz, cette noblesse est reconnue par Frédéric-Guillaume III en 1827.
Jusqu'à l'âge de douze ans, il reçoit une éducation médiocre dans une école latine (Lateinschule) locale. Grâce aux relations de son père, il entre en 1792 comme porte-enseigne (Fahnenjunker ou cadet) au 34e régiment d'infanterie à Potsdam.
Il participe aux campagnes de la première coalition en France durant les guerres révolutionnaires (1792-1794). Nommé officier en 1793, il reçoit son baptême du feu au siège de Mayence (1793). En 1795, il rejoint la garnison de Neuruppin où il est promu lieutenant.
De 1796 à 1801, il profite de la vie de garnison pour satisfaire sa curiosité intellectuelle et perfectionner ses connaissances dans de nombreux domaines. Il est admis à l'Académie militaire de Berlin en octobre 1801. L'établissement est dirigé par Gerhard Johann David von Scharnhorst, qui devient son mentor et son protecteur. En 1804, il sort parmi les meilleurs de sa promotion. Il est alors nommé aide de camp du prince Auguste de Prusse et participe à la campagne de 1806. Il est capturé par les Français à l'issue de la bataille d'Auerstaedt, le 14 octobre 1806, et passe deux ans en captivité, en France et en Suisse. Clausewitz est libéré en 1808. En 1809, il devient l'aide de camp de Scharnhorst en vue de la réorganisation de l'armée prussienne. En 1810, il est promu commandant, nommé professeur à l'Académie de guerre de Prusse et devient responsable de la formation militaire du prince héritier de Prusse, le futur Guillaume Ier. Il se marie avec la comtesse Marie von Brühl.
En 1812, refusant la collaboration militaire avec les Français, il quitte la Prusse et rejoint l'armée impériale russe. Il laisse au prince héritier un ouvrage : Des principes de la guerre. Il participe à la campagne de Russie et parvient à retourner les généraux prussiens, notamment le corps d'armée du général Yorck contre les Français. Il devient alors officier de liaison russe auprès de l'état-major de Blücher, puis chef d'état-major de la légion germano-russe. En 1814, il réintègre l'Armée prussienne avec le grade de colonel. Il participe à la campagne de Belgique en tant que chef d'état-major du 3e corps d'armée prussien du général Thielmann.
De 1816 à 1818, il est membre de l'état-major du général August Neidhardt von Gneisenau à Coblence. En 1818, il est promu generalmajor et est nommé directeur de l'administration de l'Académie de guerre de Prusse, poste qu'il occupe jusqu'en 1830. Écarté de l'enseignement, il met ces années à profit pour se consacrer à l'étude et à la rédaction de son œuvre. En 1830, il est nommé chef d'état-major de l'armée de Gneisenau, levée pour surveiller et contenir la révolution polonaise. Nommé[Quoi ?], à la suite du décès de Gneisenau par le choléra, il est remplacé peu de temps après.
Il meurt du choléra le 16 novembre 1831 à Breslau (aujourd'hui Wrocław). Entre 1832 et 1837, sa femme Marie fait publier son œuvre.

## Une référence en matière stratégique
Les écrits de Clausewitz sont une base majeure de la théorie stratégique moderne. Ses idées suscitent toujours des interprétations parfois contradictoires et d'ardentes discussions :
- l'œuvre de Clausewitz n'était pas destinée, à l'origine, à être publiée. La première idée à avoir est celle qu'elle est inachevée. Son traité majeur, De la guerre (Vom Kriege), est avant tout une compilation d'écrits épars mis en ordre par sa veuve. « Le premier chapitre du livre I est le seul que je considère comme achevé » (1827). Toutefois, cette imperfection n'empêche pas son œuvre d'être l'une des plus réalistes et des plus complètes en matière de stratégie militaire ;
- les notions qu'il aborde dépassent largement le simple domaine militaire et influencent un grand nombre de sciences humaines, en particulier la science politique ou l'économie ;
- ses théories sont essentiellement descriptives : Clausewitz ne cherche pas à imposer des solutions qu'il aurait découvertes au cours de ses campagnes[1], mais il donne plutôt au lecteur des instruments conceptuels et dialectiques, une « grammaire » très puissante, pour lui permettre de saisir toute la complexité de la stratégie et de gérer l'incertitude[2]. C'est ce qui a permis à son œuvre de traverser deux siècles, d'être toujours pertinente et de faire l'objet de questions encore très actuelles.

Les controverses qui entourent l'œuvre de Clausewitz résident principalement dans l'interprétation des notions qu'il développe et dans l'importance que chacun des lecteurs a accordée à tel ou tel concept pour soutenir ses propres théories. C'est ce qui explique que des personnes aussi diverses que le duc de Wellington, Moltke, Lénine, J. F. C. Fuller, George Patton, Adolf Hitler, Dwight Eisenhower, Mao Tsé-Toung, Liddell Hart, Raymond Aron, Nelson Mandela, Henry Kissinger, René Girard, Colin Powell, etc., l'aient considérée comme une référence intellectuelle essentielle. On a retrouvé un exemplaire annoté de De la guerre dans une cache d'Al-Qaïda à Tora Bora.
L'écrivain et essayiste Guy Debord s'est inspiré des écrits de Clausewitz pour concevoir son Jeu de la Guerre en 1965,.
Pour l'année scolaire 2014/2015 en France, son ouvrage De la guerre est au programme des classes préparatoires scientifiques.

## Notions tirées deDe la guerre

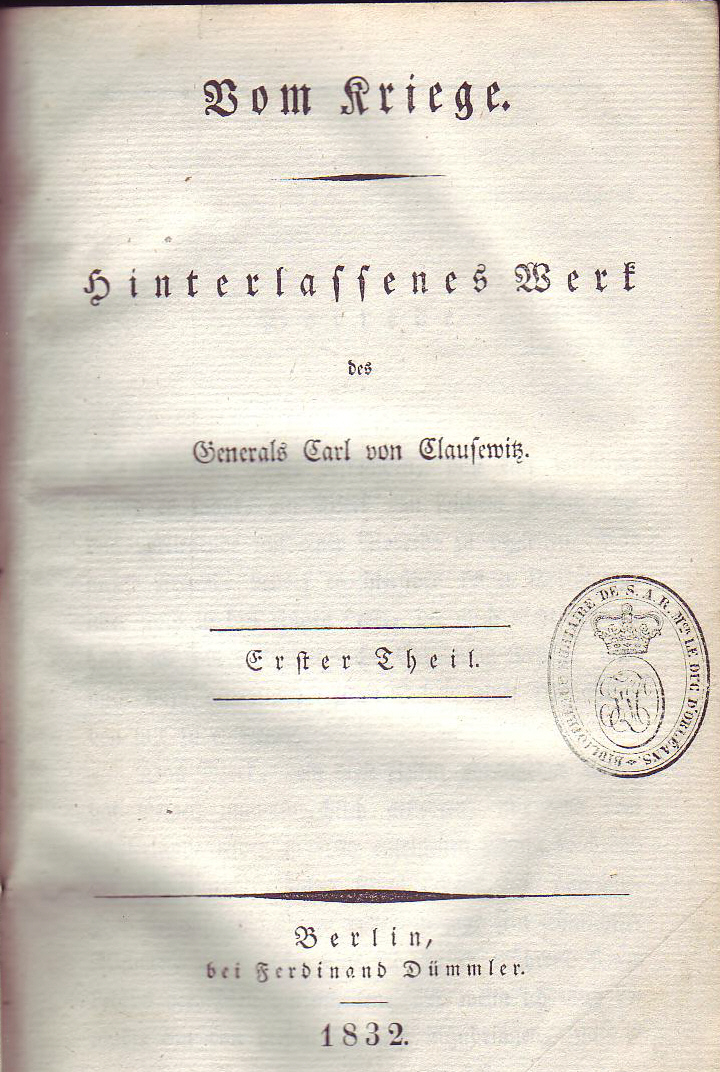
Page de titre de son ouvrage De la guerre (Vom Kriege), 1832.

Clausewitz reconnaît que : « L'élaboration philosophique de l'Art de la guerre se heurte à des difficultés si considérables que tout le monde ou presque estime que cette théorie est impossible et que le sujet échappe à toute loi permanente » (1827). Il constate qu’il « peut y avoir des guerres de toutes importances et de tous degrés d’acuité, depuis la guerre d’extermination jusqu’à la simple observation armée. » Il donne cependant une définition importante de la guerre, qu'il considère comme « un duel à une plus vaste échelle. »

« La guerre est un acte de violence dont l'objectif est de contraindre l'adversaire à exécuter notre volonté. […] Et il n’y a pas de limite à la manifestation de cette violence. »

 Deux « actions réciproques » (en allemand : Wechselwirkung) dans les deux camps aboutissent alors à deux montées aux extrêmes : l’objectif du désarmement de l’adversaire et « le déploiement extrême des forces » avec la volonté de détruire.

La thèse de la guerre en tant que duel étant posée, il analyse son antithèse selon la méthode dialectique, en écrivant : 

« La guerre n'est que le prolongement de la politique par d'autres moyens. »

Il approfondit également les notions suivantes :
- la « guerre absolue » qui mobilise toute la masse d’une nation, et les guerres limitées ;
- le « centre de gravité de la guerre » ;
- les points décisifs ;
- les lignes d'opération ;
- le « brouillard de la guerre » ;
- la « friction » : Clausewitz regroupe, sous le concept de « friction », tout ce qui s'oppose à l'action de guerre et qui fait que quelque chose de pourtant simple n'est jamais facile à réaliser. Pour réduire cette friction, il préconise l'entraînement intensif et l'élaboration de procédures ;
- la contingence, caractéristique essentielle de la guerre ;
- la pertinence relative des leçons de l'histoire ;
- le lien indissociable entre la guerre et la politique ;
- l'introduction des probabilités dans le raisonnement stratégique ;
- les avantages relatifs de la défense sur l'attaque ;
- les graduations de la guerre jusqu'à la « guerre absolue » ;
- la nature du génie militaire ;
- le courage ;
- l'audace ;
- la montée aux extrêmes.

## Distinctions
Dans son fameux portrait réalisé par Karl Wilhelm Wach en 1828, Clausewitz, en tenue de major-général, affiche plusieurs décorations militaires :
- Ordre de l'Aigle rouge, IIe classe
- Ordre de Saint-Vladimir, IVe classe
- Croix de fer, IIe classe
- Médaille de campagne de 1812
- Médaille de campagne de 1815
- Croix du service
- Ordre impérial et militaire de Saint-Georges, IVe classe
- Ordre de l'Épée

## Œuvres
- De la guerre, son œuvre majeure qui bénéficia en France de plusieurs traductions :
  - Traduction par le lieutenant-colonel De Vatry, éditée une première fois en trois tomes par la Librairie militaire Baudoin (1886)[11], puis édition complétée et révisée par Jean-Pierre Baudet, volume relié, Champ Libre, 1989 ; éditions Ivrea, 2000  (ISBN 2-85184-212-9). Lisible sur Wikisource en français.
  - Traduction de Jean-Baptiste Neuens, Paris, Astrée, 2014  (ISBN 979-10-91815-04-8)
  - De la guerre (trad. Denise Naville, préf. Camille Rougeron et Pierre Naville), Paris, Minuit, 1955 (ISBN 2707301078). 
  - Traduction de Nicolas Waquet, Éditions Rivage poche, 2006  (ISBN 2-7436-1516-8)
  - Traduction de Laurent Murawiec, Éditions tempus, 2006  (ISBN 978-2-262-04410-7)
  - Sur la guerre et la conduite de la guerre : Éclairage stratégique de plusieurs campagnes (tomes IX et X): Gustave Adolphe, Luxembourg, Frédéric Le Grand, La Maison du dictionnaire, Traduction de G. Reber, 2008  (ISBN 2-85608-201-7) ;
- Théorie du Combat. Enseignement militaire au prince de Prusse, Astrée, 2013  (ISBN 979-10-91815-02-4)
- De la révolution à la restauration. Écrits et lettres, trad. M. L. Steinhauser, Paris, Gallimard, 1976
- Principes fondamentaux de stratégie militaire, rédigé en 1812 et destiné à la formation militaire du Prince de Prusse, traduction de Grégoire Chamayou, Paris, Mille et une nuits, 2006
- La Campagne de 1796 en Italie, Librairie militaire Baudoin, Paris, 1899
- Campagne de 1799 en Italie et en Suisse, Librairie militaire Chapelot, Paris, 1906. Réédition aux éditions Champ libre en 1979  (ISBN 2-85184-104-1)
- Notes sur la Prusse dans sa grande catastrophe, traduction de A. Niessel, Paris, Champ libre, 1976  (ISBN 2-85184-051-7)
- La Campagne de 1812 en Russie, traduction de M. Bégouën, Bruxelles, Complexe, 2005
- La Campagne de 1813 et la campagne de 1814, Librairie militaire Chapelot, Paris, 1900
- Campagne de 1814, traduction de G. L. Duval de Fraville, Paris, Champ libre, 1972  (ISBN 2-85184-189-0)
- Campagne de 1815 en France, traduction de A. Niessel, Paris, Champ libre, 1973  (ISBN 2-85184-190-4).

## Dans la culture populaire
- Dans le film de Tony Scott USS Alabama (1995), une séquence met en scène la citation de Clausewitz, « La guerre n'est que le prolongement de la politique par d'autres moyens », qui devient un sujet de débat au cours d'une conversation informelle dans le mess des officiers entre le commandant Ramsey (Gene Hackman) et son second, le lieutenant-commander Hunter (Denzel Washington).
- Dans le jeu vidéo Warcraft 3, l'Archimage dira au joueur (à condition qu'on clique plusieurs fois sur le personnage) : « Vous avez lu Clausewitz ? »
- Il apparaît dans Age of Empires III: Definitive Edition en tant qu'aide-narrateur dans la campagne The Art of War.
- Clausewitz est aussi le nom d’un moteur de jeu vidéo utilisé par l’entreprise Paradox nommé en hommage à Carl von Clausewitz.